# Stenia vilialis
Stenia vilialis là một loài bướm đêm trong họ Crambidae.